# Thống Nhất, Gia Lộc
Thống Nhất là một xã thuộc huyện Gia Lộc, tỉnh Hải Dương, Việt Nam.
Xã Thống Nhất có diện tích 6,17 km², dân số năm 1999 là 7560 người, mật độ dân số đạt 1225 người/km².
Xã là quê hương của tiến sĩ Lê Duy Lương đỗ đệ tam giáp đồng tiến sĩ xuất thân niên hiệu Hồng Thuận thứ 6 (1514).và là quê hương của anh hùng lực lượng vũ trang nhân dân Phạm Văn Cờ.
Xã có ba di tích lịch sử đó là Đền Đươi thờ nguyên phi Hoàng Thái Hậu Ỷ Lan được xếp hạng di tích lịch sử quốc gia năm 1992,Đình vo thờ danh tướng Phạm A Lậu được xếp hạng di tích lịch sử quốc gia năm 1997 và cụm di tích Đình -Chùa Trung được xếp hạng di tích lịch sử cấp tỉnh năm 2017. Theo cụm di tích đó có đình làng Cẩm cầu. Là ngôi đình 7gian thờ thành hoàng làng là vị tướng quân đi theo bảo vệ bà nguyên phi hoàng hậu. Người có công dựng làng và lập xã. Hiện nay do bị bom đạn thời chống pháp làm sập chỉ còn lại ao làng do hố bom tạo thành hiện chưa được tu tạo.(trước kia thuộc xã tổng Cẩm câu).
Cụm di tích Đình Chùa Trung xã Thống Nhất tọa lạc trên một khu đất rộng cao thoáng mát, nằm ở rìa phía tây của làng,nhìn ra phía trước là 1 con sông nhỏ uốn lượn,nơi đây bao gồm 1 quần thể các công trình tôn giáo như đình,đền và chùa.Đình trung xưa kia được xây dựng từ thời nhà Lý thờ danh tướng Phạm A Lâu theo ngọc phả thì ngài là người có công đánh giặc giúp vua Lý Anh Tông và được nhân dân tôn làm thành hoàng làng và thờ phụng,tương truyền đình được xây dựng từ thời nhà lý đại trùng tu dưới thời nhà lê và mang kiến trúc kiểu chữ đinh với 5 gian đại bái lớn và 3 gian hậu cung. tuy nhiên trong kháng chiến thì đình bị tàn phá nặng nề sau đó được phá dỡ để lấy vật liệu xây dựng trường học cũng như nhà trẻ.xưa kia đình còn là nơi sơ tán học sinh của trường đại học sư phạm Hà Nội,trụ sở chính quyền địa phương cũng như là địa bàn hoạt động của bộ đội kháng chiến.trải qua năm tháng đình đã bị phá hủy hoàn toàn chỉ còn lưu giữ được một số phần như 3 gian hậu cung,1 văn bia,và một số đồ thờ cúng tế tự khác.Năm 1999 cán bộ và nhân dân thôn trung đã đóng góp tiền của phục dựng lại ngôi đình tuy không to lớn được như xưa nhưng vẫn đảm bảo nhu cầu sinh hoạt tín ngưỡng của nhân dân.Hiện nay thì đình mang kiến trúc kiểu chữ nhị với 3 gian đại bái lớn và 3 gian hậu cung.bên cạnh đình là 1 ngôi chùa nhỏ tên chữ là Phúc Trung Tự thờ phật theo phái đại thừa, chùa được phục dựng năm 2007 với kiến trúc kiểu chữ đinh với 3 gian lớn và do sư thầy Thích Đàm Tịnh trụ trì.ngoài ra cụm di tích còn 1 ngôi đền nhỏ thờ tứ phủ thánh mẫu và tín ngưỡng thờ mẫu của người việt và phối thờ đức thánh trần tức Hưng Đạo Đại Vương Trần Quốc Tuấn.năm 2017 khu di tích được xếp hạng di tích lịch sử cấp tỉnh,lễ hội được tổ chức hằng năm vào ngày 9 và 10 tháng giêng âm lịc với các hoạt động như lễ cáo yết,lễ rước,lễ tế,và các trò chơi như cờ tướng,kéo co,giao lưu văn nghệ, hát chèo,hát văn,....ngoài ra vào sáng ngày mùng 10 sau kgi đi rước về thì toàn bộ dân làng sẽ quây quần ăn 1 bữa cơm thân mật thể hiện tinh thần đoàn kết đồng lòng.